# República Àrab Unida
La República Àrab Unida (àrab: ﺍﻟﺠﻤﻬﻮﺭﻳﺔ ﺍﻟﻌﺮﺑﻴﺔ ﺍﻟﻤﺘﺤﺪﺓ, al-Jumhūriyya al-ʿArabiyya al-Muttaḥida) va ser un estat àrab independent, producte de la unió temporal entre Egipte i Síria entre 1958 i 1961. Posteriorment, va continuar sent, fins al 1971, el nom oficial d'Egipte.

## Història
La RAU es va crear per iniciativa siriana com a primer pas cap a una futura unitat de tots els estats àrabs, objectiu del panarabisme, ideologia compartida pels governs sirià i egipci. Va ser establerta l'1 de febrer de 1958 i en la seva creació va influir el gran prestigi del president egipci, Gamal Abdel Nasser, després de la crisi del Canal de Suez, que va fer que convergissin en ell les mirades dels panarabistes dels estats veïns. El 5 de febrer, Nasser va ser nomenat president de la RAU.
El 21 de febrer de 1958 es va realitzar un referèndum sobre la República Àrab Unida a Egipte i un referèndum simultani a Síria. El plebiscit consistia en dues preguntes; un a la formació de la RAU, i l'altre sobre la candidatura de Gamal Abdel Nasser per al càrrec de President de la RAU. Tots dos van ser aprovats, i el 5 de març es va aprovar la seva Constitució.
Tanmateix, va tenir una vida breu. Les diferències legislatives, la diferent composició social i de les respectives classes polítiques i la pressió dels nacionalismes locals, exacerbats pel procés d'unificació, van plantejar tota mena de problemes. La presidència de Nasser i la capitalitat a El Caire va ser percebuda per alguns sectors de la societat siriana com una annexió de Síria a Egipte. Alhora, la residència de molts dels artífexs sirians de la unificació al Caire, capital de la RAU, els va allunyar de les seves bases de poder. El cop militar sirià del 28 de setembre de 1961 va posar fi a l'experiència d'unió. Egipte va continuar utilitzant el nom de República Àrab Unida fins a 1971, quan es crea la Unió de les Repúbliques Àrabs.

## Bandera
La bandera de la RAU, de disseny comú a molts Estats àrabs, s'inspirava en els colors panàrabs, i en la bandera de l'alliberament àrab, de la revolta del Moviment d'Oficials Lliures d'Egipte. Constava de tres franges horitzontals de colors vermell, blanc i negre, amb dues estrelles verdes a la franja blanca central que representaven els dos països. Continua sent la bandera de la República de Síria.